# 屈爾河
屈爾河（法語：Cure，法語發音：[kyʁ] ⓘ）是法國的河流，位於該國中部，屬於約訥河的右支流，河道全長113.25公里，流域面積1311平方公里，發源自阿诺，河口處在双河村。

## 外部連結
- http://www.geoportail.fr （页面存档备份，存于）
- Sandre数据库中的屈爾河